# Вранич
Вранич (серб. Вранић) — населённый пункт в Сербии, округе Белград, общине Бараево.

## Население
В селе проживает 3899 жителей, из которых совершеннолетних 3218. Средний возраст — 41,7 года (мужчины — 41,1 года, женщины — 42,2 года). В населённом пункте 1278 домохозяйств, среднее число членов в которых — 3,05.
|            | Этносы | Численность |
| ---------- | ------ | ----------- |
|            | сербы  | 3754        |
| черногорцы | 23     |             |
| хорваты    | 14     |             |
| македонцы  | 11     |             |
| югословены | 3      |             |
| венгры     | 2      |             |